# 시마다 다쿠미
시마다 다쿠미(일본어: 島田 拓海, 1996년 8월 25일~)는 일본의 축구 선수이다.

## 구단 경력
그는 2019년 일본 풋볼 리그의 나라 클럽에 입단했고, 2년동안 팀에서 뛰었다. 2021년 J3리그의 반라우레 하치노헤로 이적했다. 2022년까지 47경기에 출전하여, 6득점을 넣었다. 2023년 FC 오사카로 이적했다.